# 战姬收藏～战国乱舞少女～
《战姬收藏～战国乱舞少女～》手机平台上的一款以战国为故事背景的美少女养成放置类角色扮演游戏，由日本iGames发行，2018年7月9日开始服务。

## 游戏角色
- 真田幸村（配音：櫻庭有紗）
- 鶴姫（配音：小仓唯）
- 小早川秀秋（配音：大野柚布子）
- 森蘭丸（配音：秦佐和子）
- 藤堂高虎（配音：久保田梨沙）
- 上杉景勝（配音：秦佐和子）[3]

## 争议事件

### 被提告抄袭
因界面和玩法相似，另一同类游戏《放置少女》制作公司FightSong于2018年7月19日提告，希望禁止《战姬收藏》在日本运营，东京地方法院已受理。

### 拒付画师稿费
2019年6月，画师“人间喵喵”在微博表示，公司“智水互娱”向他为战姬收藏约稿，稿费7000元人民币，然而画成后公司以“主催辞职”为由拒付稿费，只愿给1000元“损稿费”。下方出现很多画师回复，均表示曾为该公司画过稿子，但过程中也出现了很多问题。

### 突然停止服务
在一周年活动期间，2019年7月21日晚上11点，游戏玩家被强制下线，再次登录只能看到“正在维护”的界面提示。
遊戲至此再無更新，玩家也發現其所聲稱位於東京的營運地點並不存在該遊戲公司，至今仍無人了解實際情況。